# 蒜山中継局
蒜山中継局（ひるぜんちゅうけいきょく）は岡山県真庭市蒜山高原の高張山にあるテレビジョン放送の重要中継局である。

## 放送区域
地上デジタル放送におけるこの送信所の電波法に定める放送区域（1mV/m）は岡山県真庭市の蒜山地区、約1700世帯である。
蒜山高原のほぼ全域で受信が可能である。アナログ放送では在岡テレビ局であるNHK岡山、山陽放送、岡山放送の3社しか置局していなかったため、日本テレビ系列は隣県である鳥取県の日本海テレビ（鉢伏山）を越境受信している世帯が多かった。
デジタル放送では在高テレビ局である西日本放送と瀬戸内海放送もデジタル新局として開局したため、日本テレビ系列のほか、テレビ朝日系列も視聴できるようになった。なお、鳥取の旧VHF親局がデジタル送信所をアナログ放送とは異なる場所に設置したため、デジタル放送移行後は日本海テレビとNHK鳥取の蒜山高原での受信は困難となった。
テレビ東京系列のTSCテレビせとうちはデジタル放送に移行した現在も置局の予定はない。そのため、放送区域内でありながら、真庭ひかりネットワークへの加入が不可欠となっている。

## 歴史
- 1968年（昭和43年）12月1日 - NHK岡山放送局総合テレビジョンおよび教育テレビジョン、RSK山陽放送蒜山中継局開局。
- 1974年（昭和49年）12月5日 - OHK岡山放送蒜山中継局開局。
- 2008年（平成20年）12月10日 - 全局地上デジタルテレビジョン放送試験放送開始。
- 2009年（平成21年）1月30日 - 地上デジタル放送本放送開始。

## 施設
中継局は蒜山高原南東に位置する標高703.7mの高張山山頂にある。
アナログVHF局は垂直偏波である。

## 地上デジタルテレビジョン放送送信設備
| リモコンキーID                                                          | 放送局名          | 物理チャンネル | 空中線電力 | ERP  | 放送対象地域   | 放送区域内世帯数 |
| ----------------------------------------------------------------------- | ----------------- | -------------- | ---------- | ---- | -------------- | ---------------- |
| 1                                                                       | NHK岡山総合テレビ | 32ch           | 3W         | 8.9W | 岡山県         | 約1700世帯       |
| 2                                                                       | NHK岡山教育テレビ | 29ch           | 3W         | 8.9W | 全国           | 約1700世帯       |
| 4                                                                       | RNC西日本放送     | 20ch           | 3W         | 9.9W | 岡山県・香川県 | 約1700世帯       |
| 5                                                                       | KSB瀬戸内海放送   | 30ch           | 3W         | 10W  | 岡山県・香川県 | 約1700世帯       |
| 6                                                                       | RSK山陽放送       | 21ch           | 3W         | 9.7W | 岡山県・香川県 | 約1700世帯       |
| 8                                                                       | OHK岡山放送       | 27ch           | 3W         | 9.8W | 岡山県・香川県 | 約1700世帯       |
| ※全局に指向性あり ※全局局名は蒜山局 ※中継局であるためコールサインは無い |                   |                |            |      |                |                  |

## 地上アナログテレビジョン放送送信設備
| チャンネル                                                                                              | 放送局名          | 空中線電力       | ERP                | 放送対象地域   | 放送区域内世帯数 |
| --- | ----------------- | ---------------- | ------------------ | -------------- | ---------------- |
| 6 | NHK岡山総合テレビ | 映像10W/音声2.5W | 映像14.5W/音声3.7W | 岡山県         | 約1400世帯       |
| 8 | RSK山陽放送       | 映像10W/音声2.5W | 映像16W/音声4.1W   | 岡山県・香川県 | 約1400世帯       |
| 12+ | NHK岡山教育テレビ | 映像10W/音声2.5W | 映像14.5W/音声3.7W | 全国           | 約1400世帯       |
| 51+ | OHK岡山放送       | 映像30W/音声7.5W | 映像125W/音声32W   | 岡山県・香川県 | -                |
| ※全局に指向性あり ※全局局名は蒜山局 ※中継局であるためコールサインは無い ※12ch、51chはオフセット+10kHz局 |                   |                  |                    |                |                  |

- 2011年（平成23年）7月24日をもって廃局。